# Stereotip

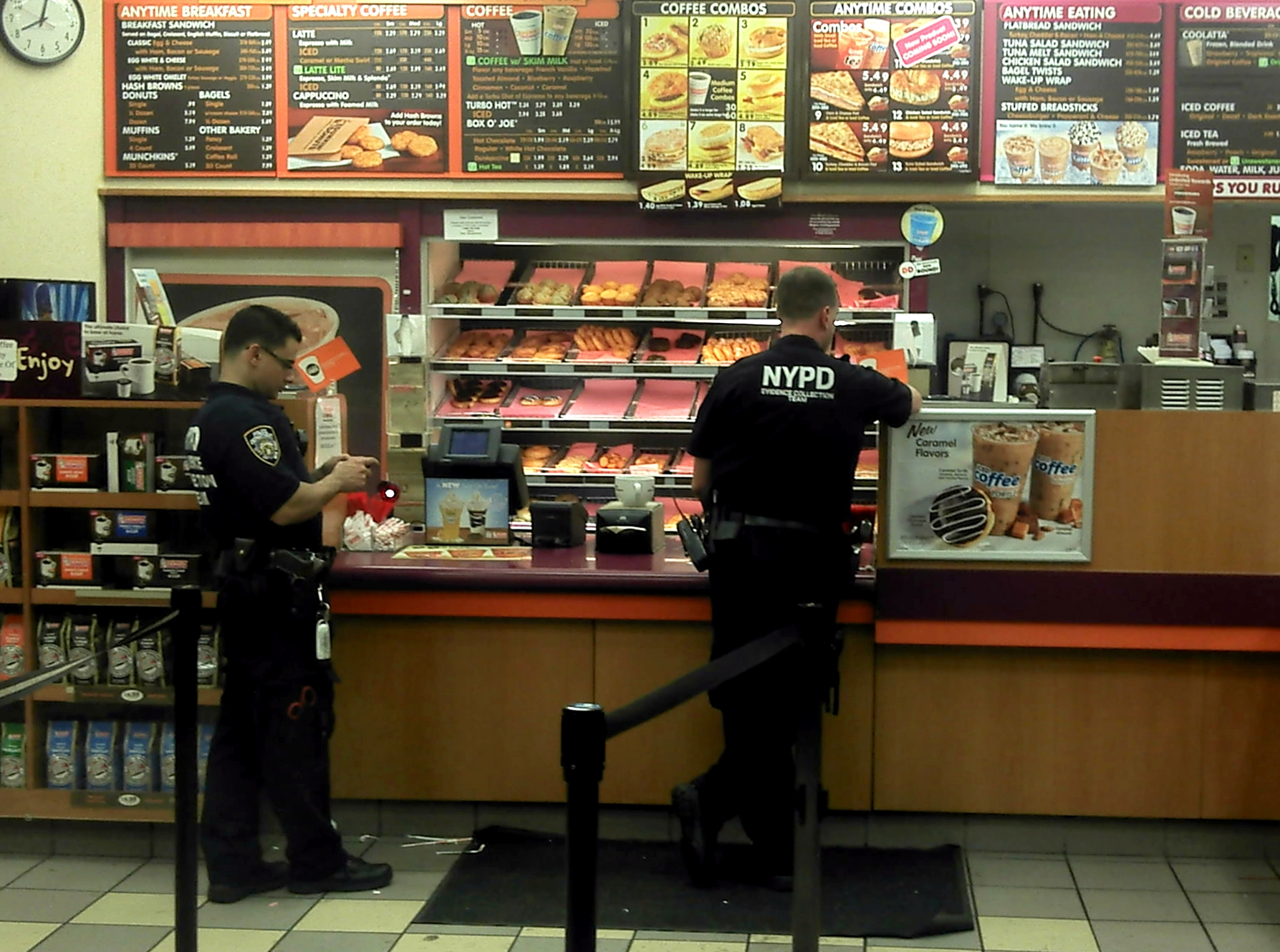
Ofițerii de poliție care cumpără gogoși și cafea sunt un exemplu de stereotip perceput în America de Nord.

În psihologia socială termenul stereotip este definit drept convingerea supra-generalizată cu privire la o anumită categorie de oameni. Stereotipurile sunt generalizate, deoarece se presupune că un anumit stereotip este valabil pentru fiecare persoană din categorie, în mod individual. Deși astfel de generalizări pot fi utile când vine vorba de decizii rapide, ele pot fi eronate când sunt aplicate în mod individual fiecărei persoane. Stereotipurile încurajează prejudecata și pot apărea din mai multe motive.
În științele umane, un stereotip este imaginea unui subiect, de obicei admisă și vehiculată, într-un cadru de referință dat; această imagine poate fi negativă, pozitivă sau de alt mod, însă aceasta este deseori caricaturală.

## Stereotipii expliciți și impliciți
Stereotipii expliciți sunt acele persoane dispuse să verbalizeze.
Stereotipii impliciți au la bază inconștiența indivizilor, faptul că nu au cunoștință și control.
În psihologia socială, un stereotip este reprezentat de orice idee general adoptată, cu privire la anumite categorii de indivizi sau anumite moduri de comportamente, menite să reprezinte întregul grup de indivizi sau comportamente, în ansamblu. Aceste idei sau opinii pot sau nu să reflecte realitatea. În domeniul psihologiei, precum și în alte domenii, există diferite conceptualizări și teorii cu privire la stereotipuri care, uneori, împărtășesc elemente comune dar și contradictorii.

## Etimologie
Termenul stereotip este împrumutat din limba franceză, din adjectivul stéréotype și derivă din limba greacă din cuvintele στερεός (stereos) „firmă, solidă” și τύπος (typos), „impresie, părere”, așadar „impresie solidă cu privire la una sau mai multe idei/teorii.
Termenul provine din domeniul tipografic și a fost adoptat pentru prima dată în 1798 de către Firmin Didot pentru a descrie o placă tipografică care poate duplica orice tipografie. Placa de imprimare dublă sau stereotipul este utilizată pentru a printa originalul. 
Termenul stereotip a fost utilizat pentru prima dată în afara domeniului tipografic în 1850, ca substantiv cu semnificația imagine perpetuă neschimbată. Cu toate acestea, abia în 1922 termenul stereotip a fost folosit pentru prima dată în domeniul psiholigiei moderne de către jurnalistul american Walter Lippmann în eseul său Public Opinion.

## Relația cu alte tipuri de atitudini intergrupuri
Stereotipurile, prejudecata și discriminarea sunt percepute drept concepte corelate dar diferite. Stereotipurile sunt considerate cea mai cognitivă componentă care deseori este inconștientă, pe când prejudecata este componenta afectivă a stereotipurilor, iar discriminarea este una dintre comportamentale componentele ale reacților prejudiciale. În această perspectivă compusă din trei părți asupra atitudinilor intergrupuri, stereotipurile reflectă așteptările și convingerile cu privire la caracteristicile membrilor grupurilor, precepute ca fiind diferite de cele individuale; prejudecata reprezintă răspunsul emoțional, iar discriminarea se referă la acțiuni.
Deși corelate, cele trei caracteristici pot exista în mod independent. Conform afirmațiilor lui Daniel Katz și Kenneth Braly, stereotiparea conduce la prejudecata rasială atunci când oamenii reacționează emoțional la numele unui grup, atribuie caracteristici membrilor grupului și apoi evaluează acele caracteristici.
Posibile efecte prejudiciale ale stereotipurilor:
- Justificarea prejudecăților sau a ignoranței nefondate
- Ezitarea de a-și reconsidera atitudinile și comportamentul
- Împiedicarea unor persoane din grupurile stereotipice de a intra sau a reuși în anumite activități sau domenii.[19]